# Яблочное (Калининградская область)
Яблочное — посёлок в Черняховском районе Калининградской области. Входит в состав Калужского сельского поселения.

## История
Поселение относится к исторической области Надровия. В составе Германии (Восточная Пруссия) до 1945 года. 
По итогам Второй мировой войны согласно Указу Президиума ВС РСФСР от 17.11.1947 наименование Яблочное было присвоено населённому пункту Ной-Айхгорн (нем. Neu Eichhorn) (1938-1946 — Айхгорн (нем. Eichhorn)), который вошёл в состав Калиновского сельсовета Черняховского района. По видимому, тогда же к Яблочному была отнесена бывшая деревня Киаунишкен (нем. Kiaunischken) (1938-1946 — Штирхоф (нем. Stierhof)). В 1970-е годы поселение на месте деревни Ной-Айхгорн было покинуто, наименование Яблочное сохраняется за бывшей деревней Киаунишкен и северо-восточной окраиной посёлка Калиновка.

## Население
| 1910 | 1933 | 1939 | 2002 | 2010 |
| ---- | ---- | ---- | ---- | ---- |
| 90   | ↗136 | ↘121 | ↘57  | ↘48  |